# Бочкарёва, Антонина Афанасьевна
Антонина Афанасьевна Бочкарёва (10 марта 1924 года, село Воздвиженка, Чапаевский район, Куйбышевский район — 5 июля 1997 года) — врач-офтальмолог, доктор медицинских наук, профессор.

## Биография
Родилась Антонина Афанасьевна 10 марта 1924 года в селе Воздвиженка Чапаевского района Куйбышевской области. Среднюю школу Антонина Бочкарёва окончила с отличием накануне Великой Отечественной войны и была направлена по комсомольской путёвке работать на завод оборонной промышленности, где проработала три года. В 1944 году поступила Куйбышевский медицинский институт, который окончила с красным дипломом в 1949 году. В этом же институте после его окончания была ординатором на кафедре глазных болезней, затем защитила кандидатскую диссертацию под руководством профессора Т. И. Ерошевского. С 1959 года — была заведующим кафедрой глазных болезней Оренбургского медицинского института, затем в 1964—1987 годах — заведующий кафедрой глазных болезней Ростовского медицинского института. В 1966 году защитила докторскую диссертацию на тему «Перезрелая катаракта и её осложнения». В 1975 году в Ростове-на-Дону был проведён III
Всероссийский съезд офтальмологов, инициатор съезда — Антонина Афанасьевна Бочкарёва.
В 1977 году был опубликован учебник «Глазные болезни», который был переиздан в 1983 и 1989 годах, редакторы учебника были профессор Т. И. Ерошевский и А. А. Бочкарёва. Также ей принадлежат труды: главы «Старческая катаракта» и «Стекловидное тело» в книге «Офтальмогериатрия» (1982), монография «Осложнения криоэкстракции катаракты» (1985, в соавт.).
В 1982 году по инициативе и при её участии вместе с Ю. А. Иванишко был создан Северо-Кавказский лазерный офтальмологический центр, ныне Центр лазерной микрохирургии глаза Юга России «ИнтерЮНА».
Антонина Афанасьевна Бочкарёва — член правления Всесоюзного и Всероссийского научных обществ офтальмологов, член проблемной комиссии при Минздраве СССР по офтальмогериатрии, председатель Ростовского научного общества офтальмологов.
Является автором более 130 научных работ и 6 изобретений, подготовила 26 кандидата наук и два доктора наук.
Награждена Антонина Афанасьевна медалью «В ознаменование 100-летия со дня рождения Владимира Ильича Ленина», нагрудными знаками «Отличник здравоохранения» и «Отличник высшей школы», «Изобретатель СССР», «Ударник IX пятилетки», «Ударник X пятилетки», дипломами и почётными грамотами, в 1980 году — лауреат премии «ВОИР среди женщин».
Умерла Антонина Афанасьевна Бочкарёва 5 июля 1997 года.

## Награды
- Медаль «В ознаменование 100-летия со дня рождения Владимира Ильича Ленина»;
- Значок «Отличнику здравоохранения»;
- Нагрудный знак «Изобретатель СССР».